# ويسلي سنايبس

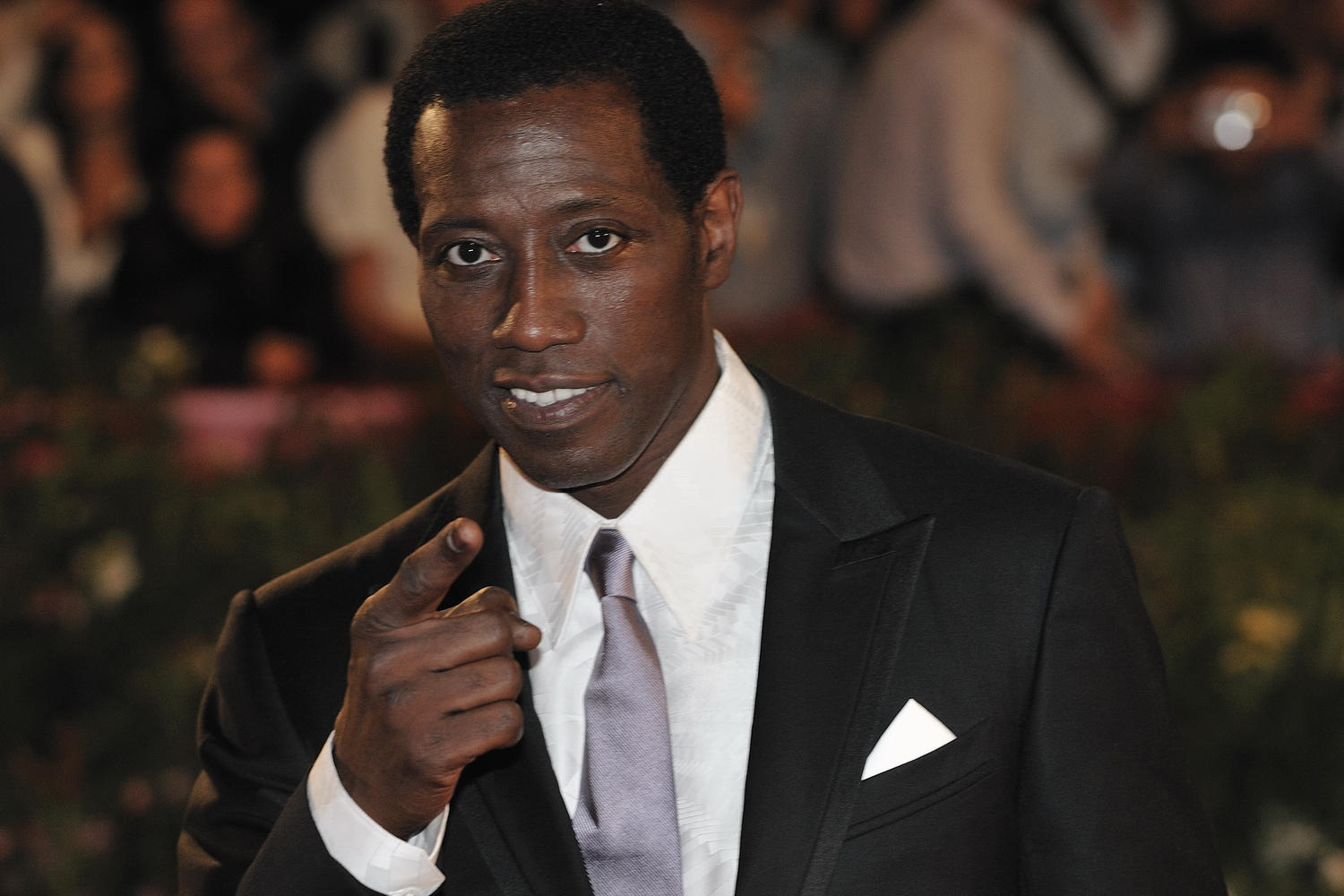
ويسلي سنايبس

ويسلي ترنت سنايبس (بالإنجليزية: Wesley Snipes) ممثل أميركي، من مواليد 31 يوليو 1962، كما يعمل أيضا منتج أفلام، ويلعب فنون قتالية. وقد لعب دور البطولة في أعمال المغامرات البوليسية، والأفلام الروائية المثيرة. لكنه اشتهر بدور بليد في ثلاثية بليد. وفي عام 1991، أسس ويسلي شركة إنتاج باسم آمين را، وشركة أخرى فرعية أسماها بلاك دوت ميديا. وكان الهدف منهما هو وضع مشاريع للأفلام والمسلسلات التلفزيونية. تدرب سنايبس على الفنون القتالية منذ سن الثانية عشرة، وحصل على المرتبة الخامسة دان من الحزام الأسود في كاراتيه شوتوكان. كما تدرب أيضا على الكابويرا، وكان يدربه ميستر جيلون فييرا، بالإضافة إلى عدد من التخصصات والمجالات الأخرى بما في ذلك الكونغ فو.

## النشأة
ولد سنايبس في الحادي والثلاثين من شهر يوليو عام 1962 بأورلاندو. وكانت والدته ماريان تعمل مدرس مساعد، أما والده فكان مهندس طائرات. كبر سنايبس في حي برونكس بمدينة نيويورك، وتخرج في مدرسة آي إس 131 الإعدادية، وهي مدرسة للفقراء تقع جنوب حي برونكس. ثم انتقل إلى مدرسة فيوريلو إتش لاغارديا الثانوية للموسيقى والفنون المسرحية، ولكنه عاد إلى ولاية فلوريدا قبل أن يتخرج. وبعد تخرجه من مدرسة جونز الثانوية في أورلاندو، عاد سنايبس إلى نيويورك، والتحق بجامعة نيويورك، وذلك قبل أن يطلب منه مغادرة معهد الكونسرفتوار المرموق في أول سنة له هناك. كما قضى سنايبس بضع سنوات في كلية الجنوب الغربي بلوس أنجليس.

## حياته المهنية

### التمثيل
تم اكتشاف سنايبس في عمر الستة وعشرون عاما أثناء تمثيله في مسابقة. وكان أول فيلم له هو القطط الوحشية مع غولدي هون. وفي عام 1987، ظهر سنايبس في شخصية المنافس الحقود لمايكل جاكسون في أغنية "باد"، التي أخرجها مارتن سكورسيزي (لقد ظهر في النسخة الطويلة فقط من شريط الفيديو)، وفي الفيلم الروائي الطويل شوارع من ذهب.
لفت أداء سنايبس في الفيديو أنظار المخرج سبايك لي. رفض سنايبس دورا صغيرا في فيلم إفعل الصواب (فيلم) من إخراج لي، حيث عرض عليه دور أكبر في فيلم من إخراج ويلي ميس هايز بعنوان Major League، وكانت هذه هي بداية شهرة سنايبس. وقد اختاره لي ليقوم بدور عازف ساكسفون الجاز، شادو هندرسون، في فيلم Mo' Better Blues، كما قام بدور البطولة في الدراما الرومانسية حمى الغابة. ومن أدواره الهامة أيضا دور تاجر المخدرات نينو براون في فيلم نيو جاك سيتي، الذي كتبه باري مايكل كوبر خصيصا لسنايبس. وقد ظهر في فيلم فيلم Sugar Hill (تل السكر) في شخصية متورطة في تجارة المخدرات أيضا.
اشتهر سنايبس في أفلام الأكشن مثل الراكب 57 (الراكب رقم 57)، ورجل الدمار (فيلم) (المدمر) مع سيلفستر ستالون، وموني ترين (قطار المال)، وخدمة المارشالات الأمريكية (حراس الولايات المتحدة) وهو استكمال لفيلم The Fugitive (الهارب)، وRising Sun (الشمس المشرقة) مع شون كونري. ومع ذلك، كان له أدوارا كوميدية ناجحة مثل: البيض لا يستطيعون القفز (الرجال البيض لا يمكنهم القفز)، وTo Wong Foo, Thanks for Everything! (إلى ونج فو، شكرا على كل شيء).وذلك بالإضافة إلى فيلم جولي نيومار، حيث قام فيه بدور امرأة مع باتريك سويزي، وجون يجويزامو. كما حققت أدوار سنايبس في فيلميه The Waterdance (رقصة الماء) وDisappearing Acts (الأفعال المختفية) نجاحا كبيرا.
وفي عام 1997، حصل سنايبس على جائزة أفضل ممثل في مهرجان البندقية السينمائي لأدائه في فيلم ون نايت ستاند (ليلة واحدة). ويعتبر عام 1998 هو عام النجاحات بالنسبة لسنايبس، حيث تم إصدار فيلم بليد من إنتاج شركة نيو لاين سينما. وقد حققت أكثر من 150 مليون دولار في جميع أنحاء العالم. وتحول الفيلم إلى سلسلة ناجحة. كما وضعت له نجمة في ممر الشهرة بهوليوود، وحصل على شهادة الدكتوراه الفخرية من جامعة ولاية نيويورك تقديرا لإنجازاته السينيمائية البارزة.
تم إصدار معظم أفلامه الأخيرة على أقراص دي في دي. وآخر أفلامه هو فيلم The Shooter (الصياد)، وهو معروف أيضا باسم المتعاقد (فيلم 2007) (المقاول). وقد تم تصويره في بلغاريا والمملكة المتحدة، وشارك في بطولته تشارلز دانس، ولينا هيدي، وإليزا بينيت؛ بالإضافة إلى فيلم سائروا جالو (المشنقة المتجولة)، الذي من المقرر إصداره في عام 2009.
وكان قد تم اختيار سنايبس ليلعب أحد الأدوار الأربعة لفيلم حربي من إخراج لي عام 2008 بعنوان Miracle at St. Anna (معجزة القديسة آن). ولكنه اضطر إلى ترك الفيلم بسبب مشاكله الكبيرة مع الضرائب، وقام ديريك لوك بهذا الدور.
وعاد سنايبس إلى السينيما مرة أخرى من خلال فيلم نخبة بروكلين (أروع أعمال بروكلين)، حيث قام بدور كاز، وهي شخصية ثانوية. كما أنه اضطر إلى رفض دور 'هيل قيصر' في فيلم The Expendables (يمكن إنفاقه) بسبب منعه من مغادرة الولايات المتحدة إلا بعد الحصول على موافقة من المحكمة.

### مشاريع أخرى
وفي أواخر التسعينيات، بدأ سنايبس وشقيقه بتأسيس شركة أمنية تسمى آمين رع للحرس الملكي. وهي تهدف إلى توفير حراس للشخصيات الهامة. وقد تم تدريب هؤلاء الحراس تدريبا قانونيا، بالإضافة إلى أنهم تعلموا الفنون القتالية.
وفي عام 2000، تم التحقيق مع سنايبس لصلته المزعومة هو وشركته بطائفة دينية متطرفة تسمى Nuwaubianism. فقد تبين أن سنايبس قد نوى شراء قطعة أرض تبلغ مساحتها 200 فدان (0.81 كم مكعب) لبناء أكاديمية لتدريب الحراس. ولكن تم إيقافه بسبب اتهامه بالتواطؤ مع تلك الطائفة الدينية التي بقع مقرها في مقاطعة بوتنام، بولاية جورجيا. احتوى رمز شركة سنايبس على زخارف مصرية، كما هو الحال بالنسبة للطائفة الدينية. لذلك افترض البعض وجود علاقة بينهما.
وبالتالي، لم يشتر سنايبس وشقيقه قطعة الأرض، وأنشأوا شركتهم في ولاية فلوريدا، وأنتيغوا، وأفريقيا. بينما تم مهاجمة الطائفة الدينية وإدانة زعيمها في عام 2002.
وفي عام 2005، دخل سنايبس في مفاوضات للمشاركة في برنامج أرض الخوف (برنامج) (عامل الخوف)، بالإضافة إلى بطولة الـبطولة القتال النهائي مع المعلق الرياضي جو روغان.

## حياته الشخصية
ارتبط سنايبس بعدد من النساء مثل جادا بينكت سميث، وسانا لاثان، وهالي بيري، وجنيفر لوبيز. كما أنه تزوج مرتين: الأولى من إبريل سنايبس (من عام 1985-1990)، وأنجبوا طفلا في عام 1988، وأسموه جيلاني أسار سنايبس. وشارك جيلاني مع سنايبس في فيلمه Mo' Better Blues في عام 1990.
وفي عام 2003، تزوج سنايبس من الرسامة ناكيونج «نيكي» بارك، وأنجب منها أربعة أطفال هم: إخناتون كيوا - تي سنايبس؛ وآيست جوا - تي سنايبس (31 يوليو 2001)؛ والعافية جيهو - تي سنايبس (26 مايو 2004)؛ وأليمايو موا - تي سنايبس (26 مارس 2007). وأمضي سنايبس وقتا طويلا في بلدة بارك في كوريا الجنوبية، والتي وصفها بأنها «بلده الثاني».
إن لسنايبس أخ غير شقيق أصغر منه سنا اسمه إيه دي سنايبس. وهو ممثل كوميدي مقيم في سان انطونيو بولاية تكساس، وقد ظهر في أفلام تي إن تي الكلاسيكية: الخيالة العنيفون (الفرسان الهائجة) وفيلم Buffalo Soldiers (جنود الجاموس)، كما ظهر في برنامج Comicview الذي يذاع على قناة BET وبرنامج Def Comedy Jam على قناة HBO.
اعتنق سنايبس الإسلام في عام 1978 تاركا المسيحية، ولكن سرعان ما تركه في عام 1988. ولا أحد يعرف شيء عن معتقداته الحالية.
دمر منزل سنايبس مع انهيار برجي مركز التجارة العالمي أثناء هجمات الحادي عشر من سبتمبر عام 2001. وكان من المفترض أن يكون في المنزل لحظة انهياره، ولكنه تأخر في صالة الألعاب الرياضية.
وذكر بيان صحفي أصدرته حملة الكونغرس الديمقراطية في الرابع والعشرين من شهر سبتمبر عام 2002، أن ويسلي سنايبس قام «بتوفير الدعم» من خلال جمع تبرعات بقيمة 6 ملايين دولار أمريكي، حيث تراوح سعر التذاكر بين 500 دولار أمريكي و250،000 دولار أمريكي.

## مشاكل قانونية

### الضرائب
في الثاني عشر من شهر أكتوبر عام 2006، اتهم كل من ويسلي سنايبس، وإدي كان راي، ودوغلاس روسايل بالتآمر للاحتيال طبقا للمادة رقم 371 من القانون رقم 18 من قانون الولايات المتحدة، بالإضافة إلى الاشتراك في التحريض على الاحتيال وفقا للمادة رقم 287 والمادة رقم 2 من نفس القانون. كما اتهم سنايبس أيضا بعدم دفع ضريبة الدخل القومي في التواريخ المحددة بموجب المادة رقم 7203، من القانون رقم 26 للولايات المتحدة. تشمل القضية المرفوعة ضد سنايبس تزوير أوراق تفيد بتسديده ضرائب بقيمة 4 ملايين دولار أمريكي لعام 1996، و7.3 مليون دولار أمريكي لعام 1997. وزعمت الحكومة بأن سنايبس قد حاول الحصول على إعفاء ضريبي مستخدما الحجة رقم "861" من نظرية الاعتراض على دفع الضريبة (وهي أن الدخل المحلي للمواطنين والمقيمين في الولايات المتحدة لا يخضع للضريبة). وينص الإتهام على أن سنايبس قد استخدم محاسبين سبق أن قدموا إقرارات ضريبية مزورة لعملائهم. كما اتهمت الحكومة سنايبس بإرسال ثلاثة كمبيالات وهمية إلى دائرة الإيرادات الداخلية (مصلحة الضرائب) بمبلغ 1,000,000 دولار أمريكي (30 نوفمبر 2000)، و12،000,000 دولار أمريكي (18 يناير 2001)، و1،000,000 دولار أمريكي (10 سبتمبر 2002). كما أنه أرفق معها أوراق تابعة لمصلحة الضرائب تفيد بتسديده قيمة تلك الكمبيالات.
وبموجب هذه الصفقة المزعومة، كان على الشركة الأمريكية لحقوق المدعين أن تتلقى من العملاء مبلغ يعادل 20 في المئة من المبالغ المستردة من الضرائب التي حصل عليها هؤلاء العملاء. كما اتهم الحكومة سنايبس بعدم تقديم إقرارات ضريبية من عام 1999 حتى عام 2004.
أرسل سنايبس رسالة ردا على الإتهام في الرابع من شهر ديسمبر عام 2006، يؤكد فيها على أنه «شخص أجنبي غير مقيم» بالولايات المتحدة (بينما أنه في الواقع يحمل الجنسية الأميركية). وأضاف سنايبس بأن الحكومة قد اعتبرته مثلا، واستهدفته النيابة العامة بشكل ظالم بسبب شهرته أثناء التحقيق معه بتهمة التهرب الضريبي. وقد حاول نقل محاكمته من أوكالا بولاية فلوريدا حتى لا تؤثر العنصرية الموجودة في تلك البلدة على فرصته في محاكمة عادلة. ولكن لم تنجح محاولاته. ويعد سنايبس مهددا بالحبس لمدة قد تصل إلى ستة عشر عاما، بالإضافة إلى غرامات مالية كبيرة إذا ثبتت إدانته في جميع تلك القضايا. بدأت المحاكمة في الرابع عشر من شهر يناير من عام 2008 في أوكالا، بولاية فلوريدا. وبدأت البيانات الافتتاحية في السادس عشر من شهر يناير عام 2008.
وفي الأول من شهر فبراير عام 2008، تمت تبرئة سنايبس من تهمة التآمر للاحتيال على أموال الحكومة، ومن تهمة تقديم أوراق مزورة للحكومة. ولكن تبتت إدانته في ثلاث تهم بعدم تقديم تسديد الضرائب الاتحادية (وبرأته المحكمة في الثلاثة تهم الأخرى). وقد أدين دوغلاس روسايل وإدي راي كان في تهم التآمر والإدعاء الكاذب برد ضريبة الدخل الخاصة بالمطالبات المقدمة لسنايبس.
وفي الرابع والعشرين من شهر إبريل عام 2008، حكم علي سنايبس بالسجن لمدة ثلاث سنوات لعدم تسديد الضريبة الاتحادية بموجب المادة رقم 7203 من القانون رقم 26 للولايات المتحدة. وفي حين حث محامي الدفاع المحكمة على التساهل مع سنايبس، قال المدعون أنه يجب أن يكون سنايبس مثالا لأنه مشهور. حكم على كان بالسجن لمدة عشر سنوات، وحكم على روسايل بالسجن لمدة أربع سنوات ونصف. وبدء من شهر إبريل عام 2009، ظل سنايبس يعمل بحرية ويسافر أي مكان، بعد أن استئنف للحكم.
وفي شهر إبريل لعام 2009، ذكرت صحيفة Los Angeles Wave أن سنايبس قد رفض الإجابة على بعض الأسئلة الخاصة بدعوى مرفوعة ضده من قبل وكالة مشهورة تزعم بأن سنايبس مدين لها بأكثر من 1.4 مليون دولار أمريكي. وأضافت الجريدة بأن موقف سنايبس من الأسئلة يمكن أن يدينه إذا ما تم التحقيق معه. وذكر محامو الوكالة أن محامي سنايبس قد نصحوهم بأن "سنايبس وشركاته تقع قيد تحقيق آخر من قبل دائرة الإيرادات الداخلية، كما أنه سيؤكد على حقه في التعديل الخامس ضد الإدانة الذاتية، وبالتالي لن يجيب عن أية أسئلة. وفي الثاني والعشرين من شهر مايو، قضت المحكمة بحرية سنايبس أثناء النظر في الاستئناف.

### قضية نيو لاين
رفع سنايبس في عام 1434 دعوى قضائية ضدديفيد غوير (مخرج فيلم بليد: الثلاثية). حيث ادعى أن الأستوديو لم يدفع له راتبه كاملا. وأضاف أن الأستوديو قد أوقفه عن إصدار القرارات الخاصة بفريق العمل وعملية صناعة الفيلم، على الرغم من كونه أحد المنتجين، بالإضافة إلى تقليل مدة عرض شخصيته على الشاشة لصالح الممثلين الثانويين مثل رايان رينولدز، وجيسيكا بيال.
وأكد سنايبس على أن غوير ونيو لاين قد أبعداه تماما عن اتخاذ القرارات الخاصة بالمشروع، مما أثر على أداء الفيلم (حيث حقق 52 مليون دولار أمريكي فقط، مقارنة بالأجزاء السابقة التي حققت 70 مليون دولار أمريكي و82 مليون دولار أمريكي). كما أضاف أنه تم حجب جزء من مرتبه عقابا له (3.6 مليون دولار أمريكي). ولا تزال القضية معلقة.

## الجوائز والترشيحات
| الجائزة                      | الفئة                                       | الاسم                        | النتيجة      |
| ---------------------------- | ------------------------------------------- | ---------------------------- | ------------ |
| جوائز (ام تي في) للأفلام     | أفضل مقاتل                                  | نصل                          | تم ترشيحه    |
| جوائز (ام تي في) للأفلام     | أفضل دور شرير                               | المدمر                       | تم ترشيحه    |
| جوائز (ام تي في) للأفلام     | أفضل ثنائي                                  | الرجال البيض لا يمكنهم القفز | تم ترشيحه    |
| جوائز (ام تي في) للأفلام     | أفضل دور شرير                               | نيو جاك سيتي                 | تم ترشيحه    |
| جوائز (ام تي في) للأفلام     | أفضل قبلة                                   | الرجال البيض لا يمكنهم القفز | تم ترشيحه    |
| مهرجان البندقية السينمائي    | أفضل ممثل (كأس فولبي)                       | ليلة واحدة                   | فاز بالجائزة |
| ممر الشهرة بهوليوود          | 7020 هوليوود                                |                              | فاز بها      |
| جوائز سبيريت المستقلة        | أفضل ممثل مساعد                             | رقصة الماء                   | تم ترشيحه    |
| جوائز إيمدج                  | أفضل ممقل في فيلم تيليفيزيوني أو مسلسل صغير | الحلم الأمريكي               | فاز بها      |
| جوائز إيمدج                  | أفضل ممثل في فيلم متحرك                     | نيو جاك سيتي                 | فاز بها      |
| جوائز CableACE               | أفضل ممثل في مسلسل درامي                    | قصة حرب فيتنام               | فاز بها      |
| جوائز أفضل الأفلام الترفيهية | أفضل ثنائي بوليسي/ مغامرة                   | حراس الولايات المتحدة        | تم ترشيحه    |
| جوائز أفضل الأفلام الترفيهية | أفضل ممثل - رعب                             | بليد                         | فاز بها      |
| جوائز بلاك ريل               | أفضل ممثل مساعد (الصور المتحركة)            | لا يقبل الجدال               | تم ترشيحه    |
| جوائز بلاك ريل               | جائزة أفضل ممثل                             | الأعمال المختفية             | تم ترشيحه    |
| ورلدفيست هيوستن              | أفضل ممثل (مشتركة)                          | رقصة الماء                   | فاز بها      |

## أفلامه
| السنة | الفيلم                                                                          | الدور                            | ملاحظات                                      |
| ----- | ------------------------------------------------------------------------------- | -------------------------------- | -------------------------------------------- |
| 1986  | Wildcats (القطط البرية)                                                         | تروماين                          |                                              |
| 1987  | Streets of Gold (شوارع الذهب)                                                   | رولان جنكينز                     |                                              |
| 1987  | قصة حرب فيتنام الجزء الثاني                                                     | الجندي الشاب                     | تم تحويله إلى فيديو                          |
| 1988  | Critical Condition (حالة حرجة)                                                  | سائق سيارة الإعاف                | دور صغير                                     |
| 1989  | Major League (الحلف الرئيسي)                                                    | ويلي "مايس" هايز                 |                                              |
| 1990  | King of New York (ملك نيويورك)                                                  | توماس فلانيجان                   |                                              |
| 1990  | Mo' Better Blues                                                                | شادو هندرسون                     |                                              |
| 1991  | Jungle Fever (حمى الأدغال)                                                      | فليبر "فليب" بيوريفاي            |                                              |
| 1991  | New Jack City (نيو جاك سيتي)                                                    | نينو براون                       |                                              |
| 1992  | Passenger 57 (الراكب رقم 57)                                                    | جون كتر                          |                                              |
| 1992  | White Men Can't Jump (الرجال البيض لا يمكنهم القفز)                             | سيدني "Syd" داين                 |                                              |
| 1993  | Waterdance (رقصة الماء)                                                         | ريموند هيل                       |                                              |
| 1993  | Boiling Point (نقطة الغليان)                                                    | جيمي ميرسر                       |                                              |
| 1993  | Demolition Man (الرجل المدمر)                                                   | سايمون فينيكس                    |                                              |
| 1993  | Rising Sun (الشمس المشرقة)                                                      | للفتنانت وبستر "ويب" سميث        |                                              |
| 1994  | منطقة السقوط                                                                    | بيت نيسيب                        |                                              |
| 1994  | Sugar Hill (تل السكر)                                                           | روميلو سكاجز                     |                                              |
| 1995  | To Wong Foo, Thanks for Everything! (إلى لونغ فو، شكرا على كل شيء!) جولي نيومار | نوكسيما جاكسون                   |                                              |
| 1995  | Money Train (قطار المال)                                                        | جون                              |                                              |
| 1995  | Waiting to Exhale (في انتظار الخروج)                                            | جيمس ويلر                        | لم يضف شيئا                                  |
| 1997  | The Fan (المعجب)                                                                | بوبي "بوب" رايبرن                |                                              |
| 1997  | America's Dream (الحلم الأمريكي)                                                | جورج دو فيل                      | التلفيزيون                                   |
| 1997  | Murder at 1600 (جريمة قتل في الساعة الرابعة)                                    | المفتش هارلان ريجنز              |                                              |
| 1998  | One Night Stand (ليلة واحدة)                                                    | ماكسيميليان "ماكس" كارلايل       | جائزة أفضل ممثل في مهرجان البندقية السينمائي |
| 1998  | Blade بليد                                                                      | بليد / إريك بروكس / ودايوالكر    | قام بمقاضاة المنتج                           |
| 1998  | U.S. Marshals (حراس الولايات المتحدة)                                           | مارك شريدان/ وارن/ روبرتس        |                                              |
| 1998  | Down in the Delta (في الدلتا)                                                   | ويل سنكلير                       | (كان أيضا المنتج التنفيذي)                   |
| 1998  | Masters of the Martial Arts (سادة الفنون القتالية)، قدمه ويسلي سنايبس           | شخصيته الحقيقية                  | وثائقي                                       |
| 1998  | جاكي شان: قصتي                                                                  | شخصيته الحقيقية                  | وثائقي                                       |
| 1998  | Futuresport (الرياضة المستقبلية)                                                | أوبيك فيكس                       | التلفيزيون                                   |
| 1999  | Play It to the Bone (إلعبها حتى الموت)                                          | رينجسايد فان                     | دور صغير                                     |
| 2000  | The Art of War (فن الحرب)                                                       | نيل شو                           |                                              |
| 2000  | Disappearing Acts (الأعمال المختفية)                                            | فرانكلين سويفت                   | هو المنتج                                    |
| 2002  | Blade II (بليد الجزء الثاني)                                                    | بليد / إريك بروكس / ودايوالكر    | المنتج، والمنسق، والمقاتل                    |
| 2002  | ZigZag (زيجزاج)                                                                 | ديفيد "ديف" فليتشر               |                                              |
| 2002  | Liberty Stands Still (الحرية المكبلة)                                           | جو                               |                                              |
| 2002  | Undisputed (لا جدال فيه)                                                        | مونرو "بلا منازع" هاتشنز         | المنتج                                       |
| 2004  | Unstoppable (لا يمكن إيقافه)                                                    | دين كيج                          |                                              |
| 2004  | بليد: الثالوث                                                                   | بليد / إريك بروكس / ودايوالكر    | المنتج                                       |
| 2005  | 7 Seconds (سبع ثواني)                                                           | جاك توليفر                       | دي في دي                                     |
| 2005  | The Marksman (الرامي)                                                           | بانتر                            | دي في دي                                     |
| 2006  | Hard Luck (حظا سعيدا في المرة القادمة)                                          | لاكى                             | دي في دي                                     |
| 2006  | Chaos (الفوضى)                                                                  | جايسون يورك/ سكوت كورتيس/ لورينز | دي في دي                                     |
| 2006  | The Detonator (الصاعق)                                                          | سوني غريفيث                      | دي في دي                                     |
| 2007  | المقاول                                                                         | جيمس دايل                        | دي في دي                                     |
| 2008. | The Art of War II: Betrayal                                                     | نيل شو                           | دي في دي                                     |
| 2009  | Gallowwalker (المشنقة المتنقلة)                                                 | أمان                             | في مرحلة ما بعد الإنتاج                      |
| 2009  | نخبة بروكلين                                                                    | كاز                              | مرحلة ما بعد الإنتاج                         |
| 2010  | Chasing the Dragon (مطاردة التنين)                                              | الوكيل بو مونرو                  | مرحلة ما قبل الإنتاج                         |
| 2010  | Game of Death (لعبة الموت)                                                      |                                  | يتم تصويره                                   |

## المسلسلات التلفزيونية
| السنة | المسلسل                                                   | الدور               | اسم الحلق                                              |
| ----- | --------------------------------------------------------- | ------------------- | ------------------------------------------------------ |
| 1986  | Miami Vice (نائب عمدة ميامي)                              | سيلك                | Streetwise (الشوارع)                                   |
| 1987  | Vietnam War Story (قصة حرب فيتنام)                        | الجندي الشاب        | An Old Ghost Walks the Earth (شبح قديم يمشي على الأرض) |
| 1989  | A Man Called Hawk (رجل يدعى هوك)                          | نيكولاس موردوك      | Choice of Chance (اختيار الفرصة).                      |
| 1989  | The Days and Nights of Molly Dodd (أيام وليالي مولي دودا) | هود                 | لماذا يجب عليك أن ترتب سريرك في الصباح                 |
| 1990  | H.E.L.P. (ساعدونا)                                        | لو بارتون           | سلسلة الرصاص                                           |
| 1997  | Happily Ever After (سعداء إلى الأبد) ‏                     | صاحب الوعود الجوفاء | صاحب الوعود الجوفاء                                    |
| 2002  | عرض بيرني ماك                                             | الدوق               | حبل واحد في المخدر                                     |

## وصلات خارجية
- ويسلي سنايبس على موقع IMDb (الإنجليزية)
- ويسلي سنايبس على موقع الموسوعة البريطانية (الإنجليزية)
- ويسلي سنايبس على موقع روتن توميتوز (الإنجليزية)
- ويسلي سنايبس على موقع مونزينجر (الألمانية)
- ويسلي سنايبس على موقع ألو سيني (الفرنسية)
- ويسلي سنايبس على موقع ميوزك برينز (الإنجليزية)
- ويسلي سنايبس على موقع تيرنر كلاسيك موفيز (الإنجليزية)
- ويسلي سنايبس على موقع أول موفي (الإنجليزية)
- ويسلي سنايبس على موقع بوكس أوفيس موجو (الإنجليزية)
- ويسلي سنايبس على موقع قاعدة بيانات برودواي على الإنترنت (الإنجليزية)
- صورة لجواز سفر سنايبس الإفريقي المزور
- محاكمة سنايبس -- موقع إلكتروني على شبكة الإنترنت أسسه المعلق ماكناب حول المحاكمة الجنائية لويسلي سنايبس